# 소안수도
소안수도(所安水道, Soansudo)는 전라남도 완도군 소안도 서안과 노화도 동안 및 보길도 동안 사이에 있는 수도이다.

## 해양지명
수로업무법 제33조의4 제1항의 규정에 의거 해양지명위원회에서 심의·결정한 해양지명은 다음과 같다.
- 제정 해양지명 : 소안수도
- 대표위치(WGS-84) : 34-10-30N 126-37-47E
- 범위 : 소안도 서안과 노화도 동안 및 보길도 동안 사이의 수로로서 북측으로 노화도 '항도'~'구도'~소안도 '대서'를 연결한 선과 남측으로 소안도 '돈암각'~보길도 '선백' 남단을 연결한 내측